# Кшиштоф Путра
Кши́штоф Я́куб Пу́тра (пол. Krzysztof Jakub Putra, 4 липня 1957, Юзефове, Польща — 10 квітня 2010, під Смоленськом, Росія) — польський політик, сенатор і віце-маршал Сенату Польщі VI скликання, член Сейму й віце-маршал Сейму. Загинув в авіакатастрофі під Смоленськом разом з президентом Польщі Лехом Качинським та іншими 88-ма членами делегації.